# JR貨物UM8A形コンテナ
UM8A形コンテナ（UM8Aがたコンテナ）は、日本貨物鉄道（JR貨物）輸送用として籍を編入している12ft私有コンテナ（無蓋コンテナ）である。

## 概要
無蓋コンテナ以外の他形式では、形式を表す1-2桁の数字は全てコンテナの内容積で決定されているが、無蓋コンテナのみ床面積で付与されている。
これにより、本形式のコンテナ容積8 m3の算出は、厳密には端数四捨五入計算の為に、内容積7.5 - 8.4m3の間に属するコンテナが対象となる。また形式末尾のアルファベット一桁部位「A」は、コンテナの使用用途（主たる目的）が「普通品の輸送」を表す記号として付与されている。

## 特記事項
コンテナの高さは、形式によってドライコンテナと同等の高さがあったり、逆に1／8サイズの板型の様に八段（12ftの場合）又は、1／4サイズの薄型の様に四段（20ftの場合）に積み上げてやっとドライコンテナと同等の高さに達するなど、他形式ではタンクコンテナ以外では見られない様に、見た目が多種多彩に入り乱れているのも無蓋コンテナ形式の特徴となっている。

## 番台毎の概要

### 0番台

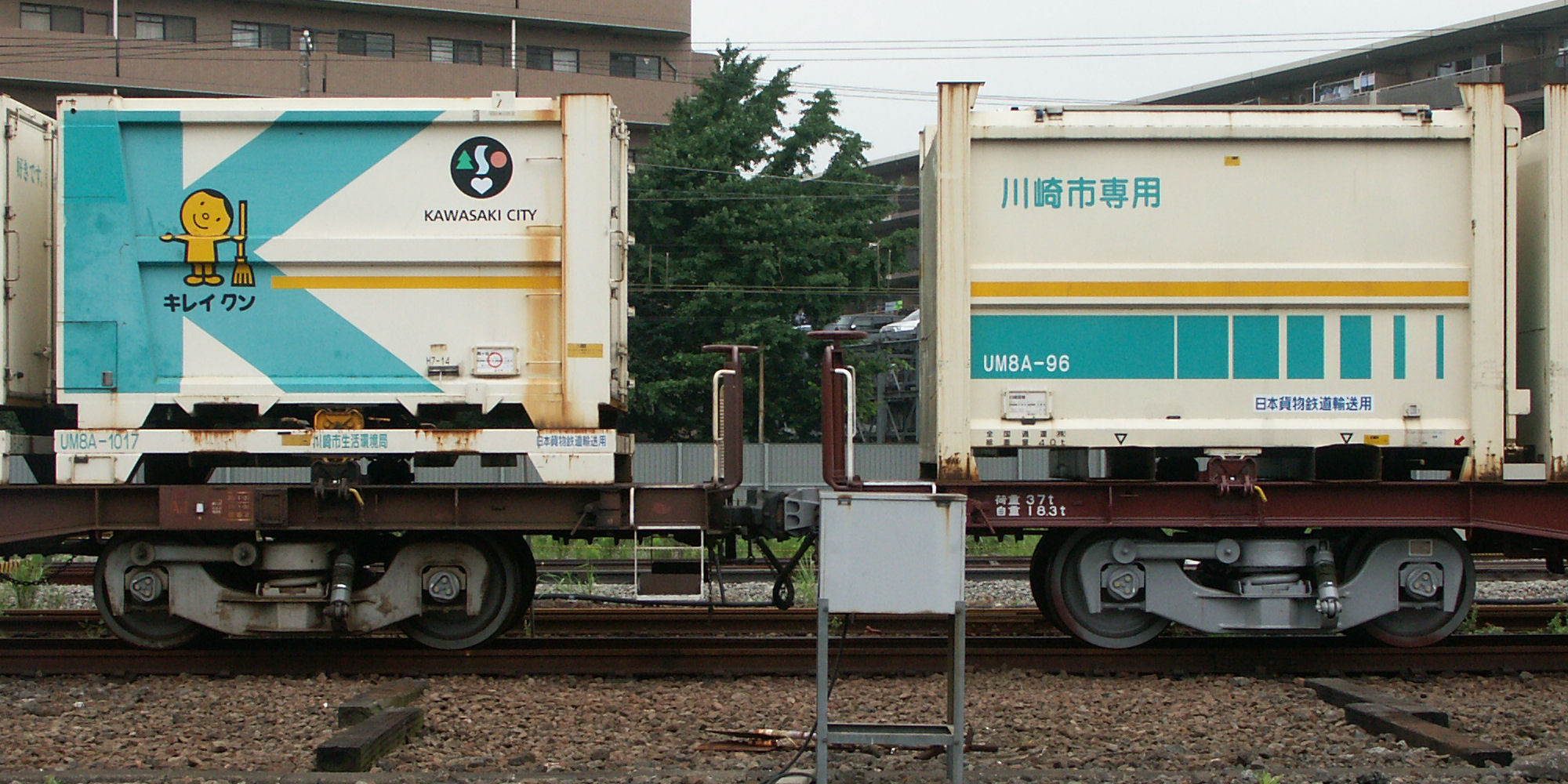
（写真右側）

1 - 20
日本石油輸送所有（三方運輸借受）、発電機輸送専用。総重量6.5t、自重1.5t。
後に一部三方運輸借受解除の上で、汎用品輸送に転用された。

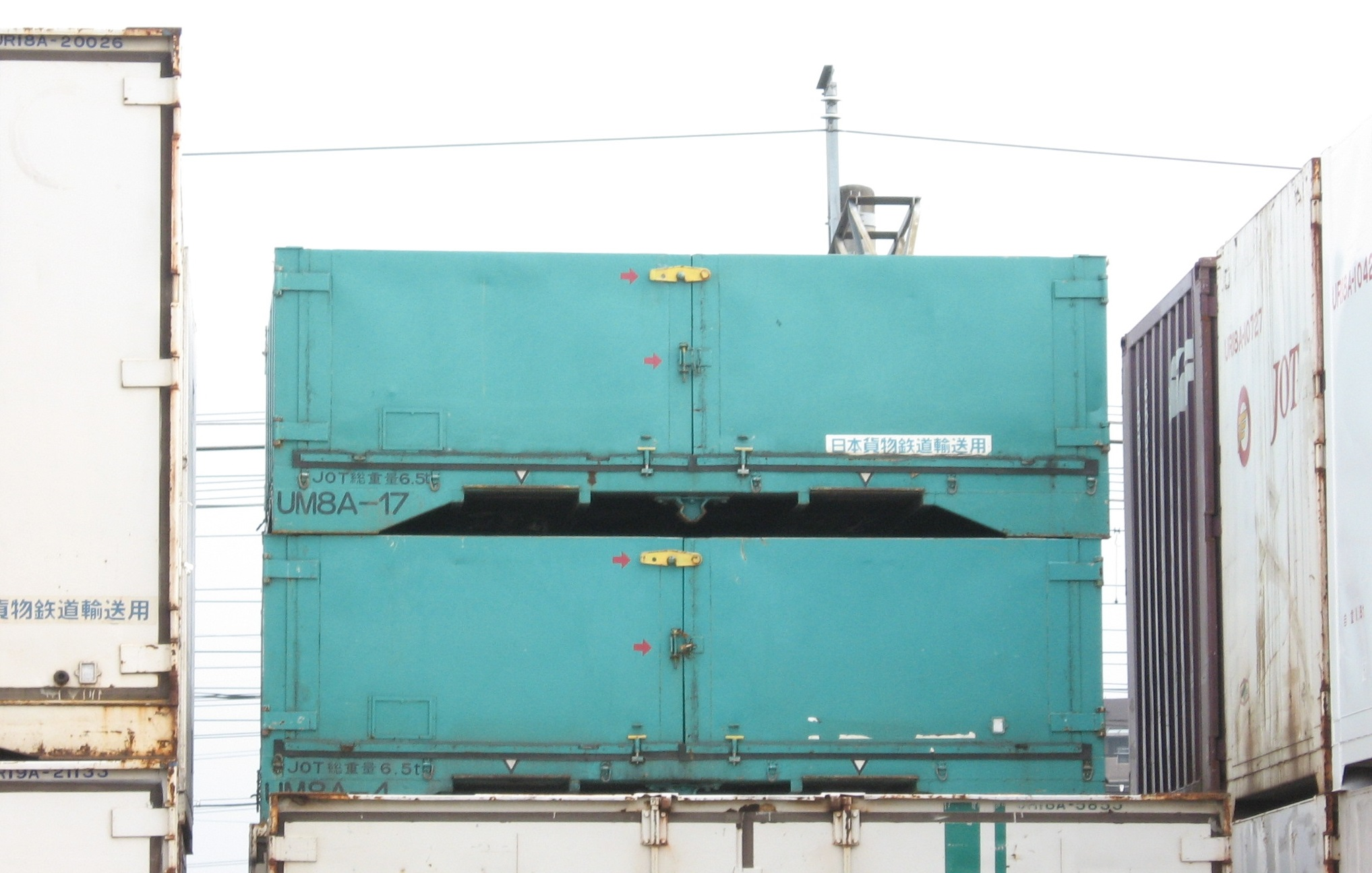
三方運輸借受解除後に、汎用品輸送に転用された風景。

21 - 40
三方運輸所有、発電機輸送専用。総重量6.6t。

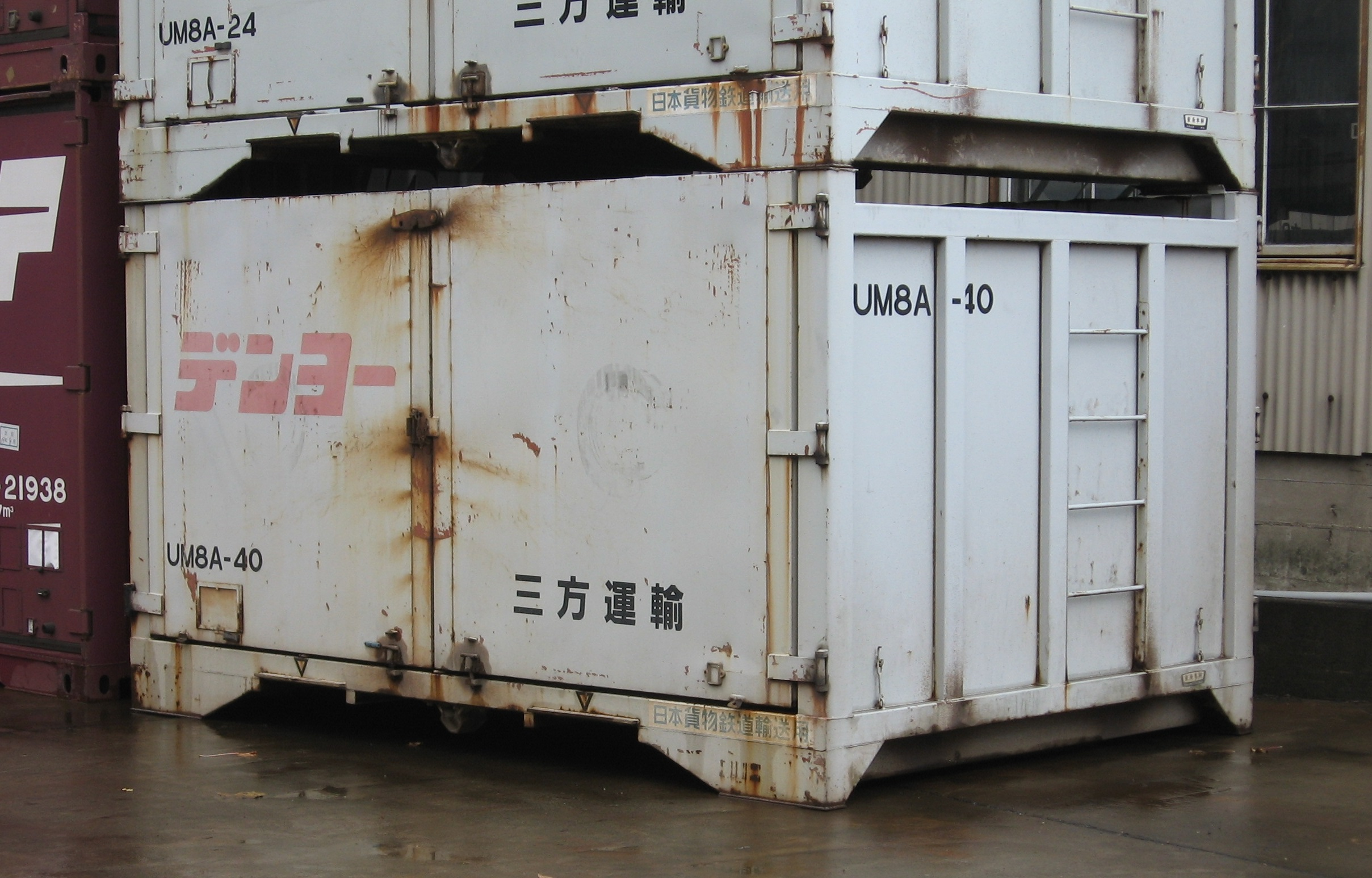
積荷の積載安定化や、風雨対策の強化のために、背高タイプとして製作された。
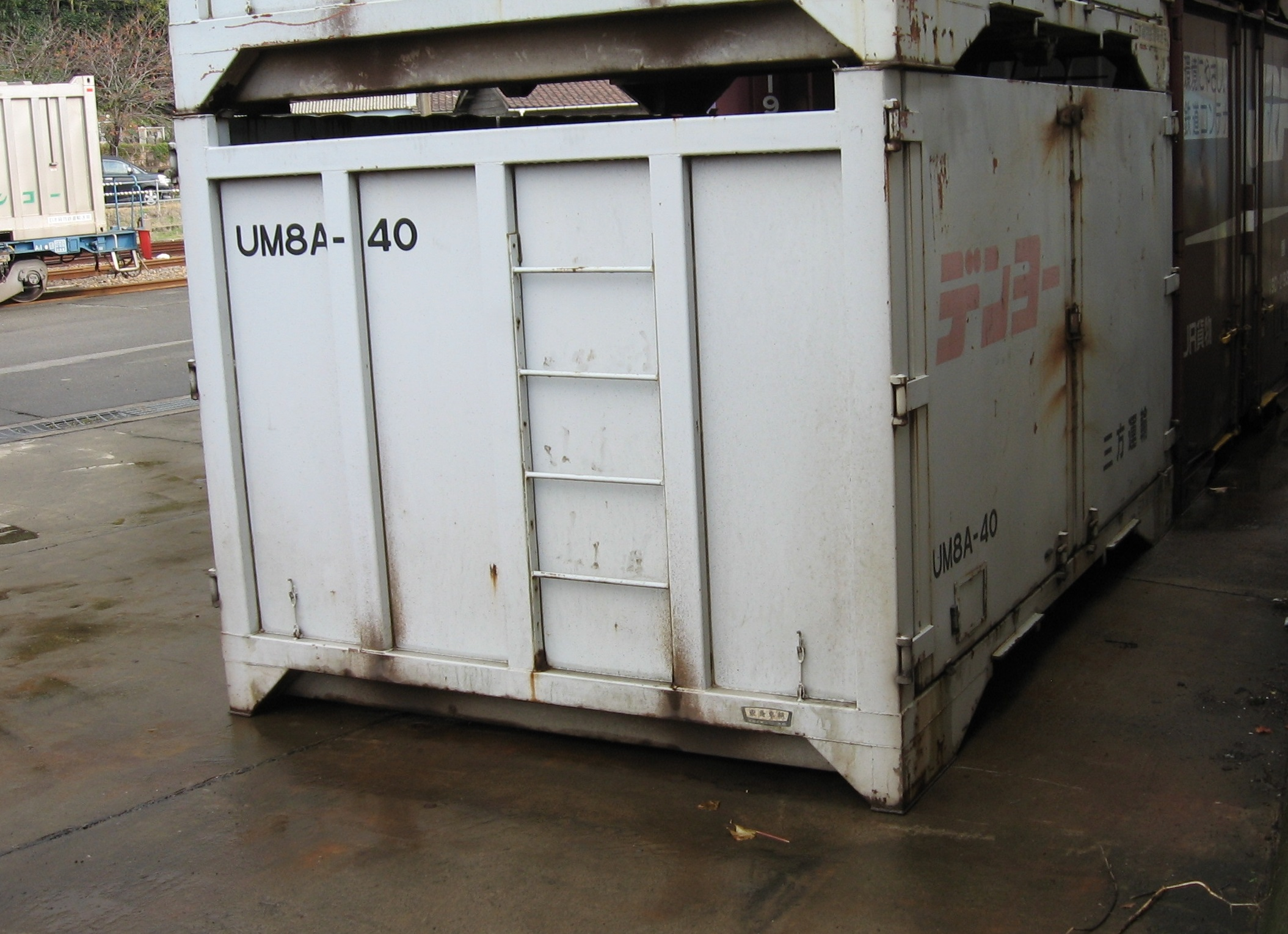
対二方開きの反対側風景。

41 - 56
日本通運所有、白土専用。総重量6.8t。
41のみ試作コンテナで細部が異なる。
57 - 111（55個）※2021年6月現在、10個の欠番が発生している。
全国通運所有、川崎市専用。空き缶・空き瓶専用。総重量4.0t。1999年より使用開始。
- （写真右側）

112, 113
全国通運所有（セイコーエプソン借受）、廃プラスチック専用。総重量6.8t。コキ5500形式貨車積載禁止。
114, 115
日本環境鉄道輸送所有（ソリタ運輸借受）、廃棄物輸送容器専用。総重量6.8t。コキ5500形式貨車積載禁止。
116
日本通運所有、新日鉄住金大分製鉄所専用。総重量6.8t。

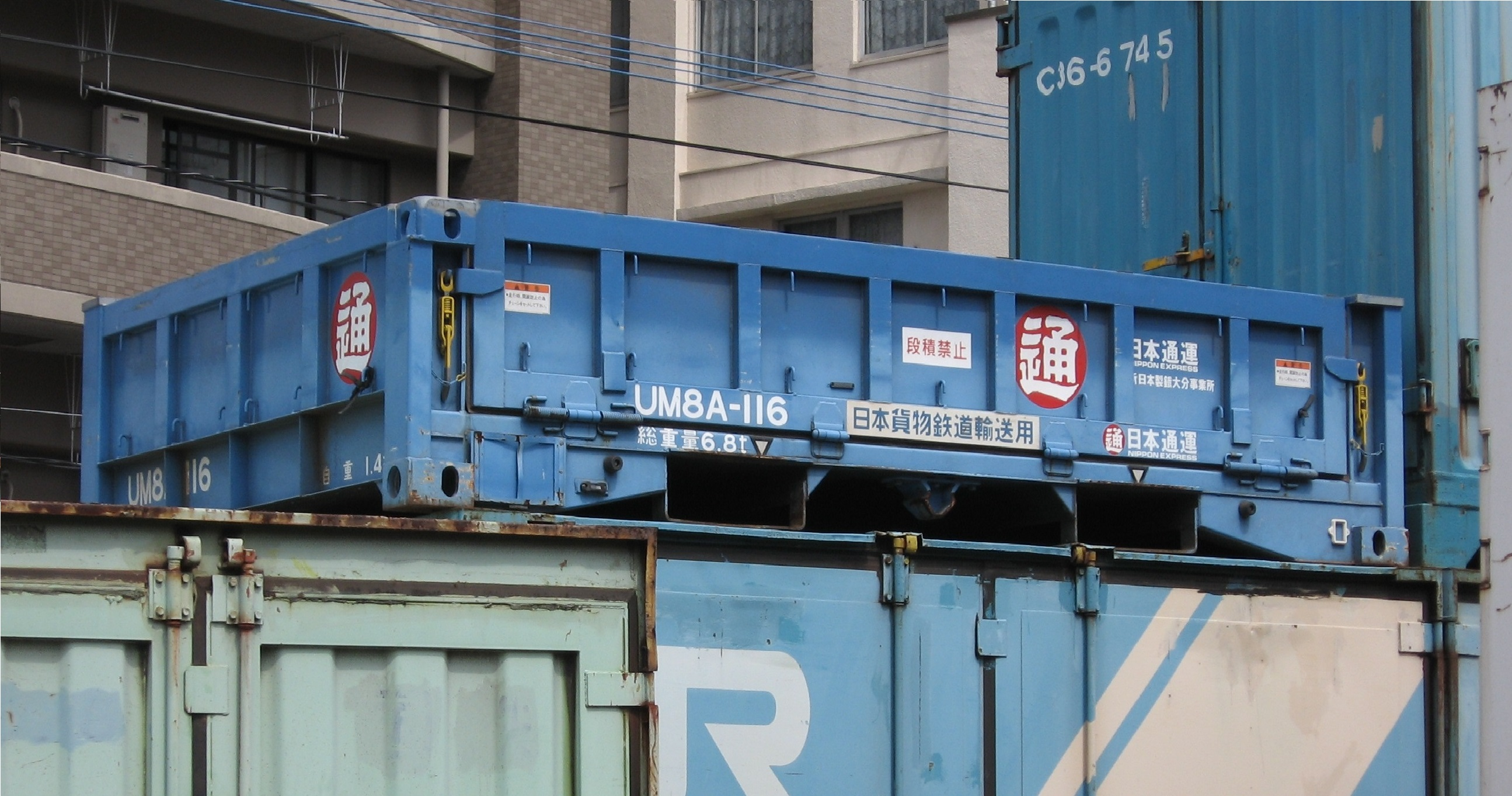
空の状態（2008年4月4日、大分／西大分貨物駅にて）
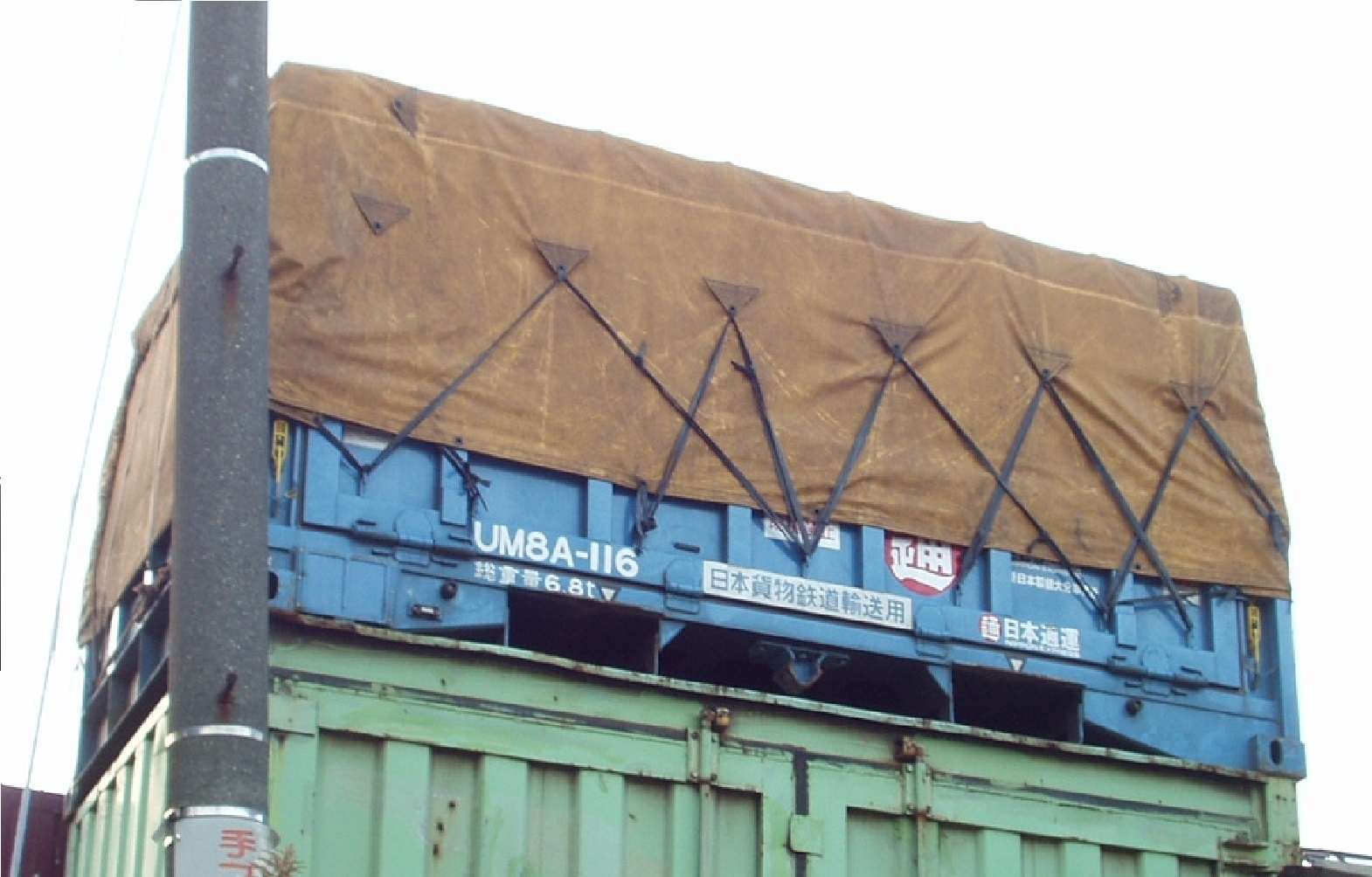
積荷の状態（2006年3月28日、大分／西大分貨物駅にて）

117 - 126（10個）
全国通運所有、川崎市専用。空き缶・空き瓶専用。総重量4.0t。2009年より使用開始。※10個の欠番補充分。
128 - 467, 469 - 638
全国通運および日本通運所有、東日本大震災の震災瓦礫専用として製作。総重量6.8t。「心をひとつに がんばろう!東北」の文字入り。
139（1個）
全国通運所有。東日本大震災の震災がれき専用として製作。総重量6.8t。「心をひとつに がんばろう!東北」の文字入り。極東開発工業製造。
※震災がれき輸送終了後に一部のコンテナは、伊豆大島土砂災害のがれき輸送に際して、日本通運および全国通運の両社より、166個のコンテナを大島町が借り受けた。またコンテナの上部四隅を切断して、代わりにツイストホールブロックを取り付けて吊り上げ荷役に対応した、海上輸送用として利用される事になった。
158（1個）
全国通運所有。東日本大震災の震災がれき専用として製作。総重量6.8t。「心をひとつに がんばろう!東北」の文字入り。極東開発工業製造。
※震災がれき輸送終了後に一部のコンテナは、伊豆大島土砂災害への貸し出しに際して、166個のコンテナ上部四隅を切断して代わりにツイストホールブロックを取り付けて吊り上げ荷役に対応した、海上輸送用として利用される事になった。
222（1個）
全国通運所有。東日本大震災の震災がれき専用として製作。総重量6.8t。「心をひとつに がんばろう!東北」の文字入り。極東開発工業製造。
※震災がれき輸送終了後に一部のコンテナは、伊豆大島土砂災害への貸し出しに際して、166個のコンテナ上部四隅を切断して代わりにツイストホールブロックを取り付けて吊り上げ荷役に対応した、海上輸送用として利用される事になった。
297（1個）
全国通運所有。東日本大震災の震災がれき専用として製作。総重量6.8t。「心をひとつに がんばろう!東北」の文字入り。極東開発工業製造。
※震災がれき輸送終了後に一部のコンテナは、伊豆大島土砂災害への貸し出しに際して、166個のコンテナ上部四隅を切断して代わりにツイストホールブロックを取り付けて吊り上げ荷役に対応した、海上輸送用として利用される事になった。
395（1個）
日本通運所有。東日本大震災の震災がれき専用として製作。総重量6.8t。「心をひとつに がんばろう!東北」の文字入り。極東開発工業製造。
※震災がれき輸送終了後に、JR貨物を通じて岩手県大槌町へ寄贈された。
399（1個）
所有者名抹消。東日本大震災の震災がれき専用として製作。総重量6.8t。「心をひとつに がんばろう!東北」の文字入り。極東開発工業製造。
※震災がれき輸送終了後に、JR貨物を通じて岩手県大槌町へ寄贈された。
408（1個）
所有者名抹消。東日本大震災の震災がれき専用として製作。総重量6.8t。「心をひとつに がんばろう!東北」の文字入り。極東開発工業製造。
※震災がれき輸送終了後に、JR貨物を通じて岩手県大槌町へ寄贈された。
417 - 573（156個）
全国通運所有。元、東日本大震災で発生したがれき輸送用。極東開発工業製造。
※この中から川崎市専用ゴミ輸送用コンテナ（空き缶・空き瓶）として、89個が割り当てられている。総重量4.0t。2013年より使用開始。
※508を含む複数個を、『平成28年（2016年）熊本地震』で発生したがれき輸送用に貸し出した。

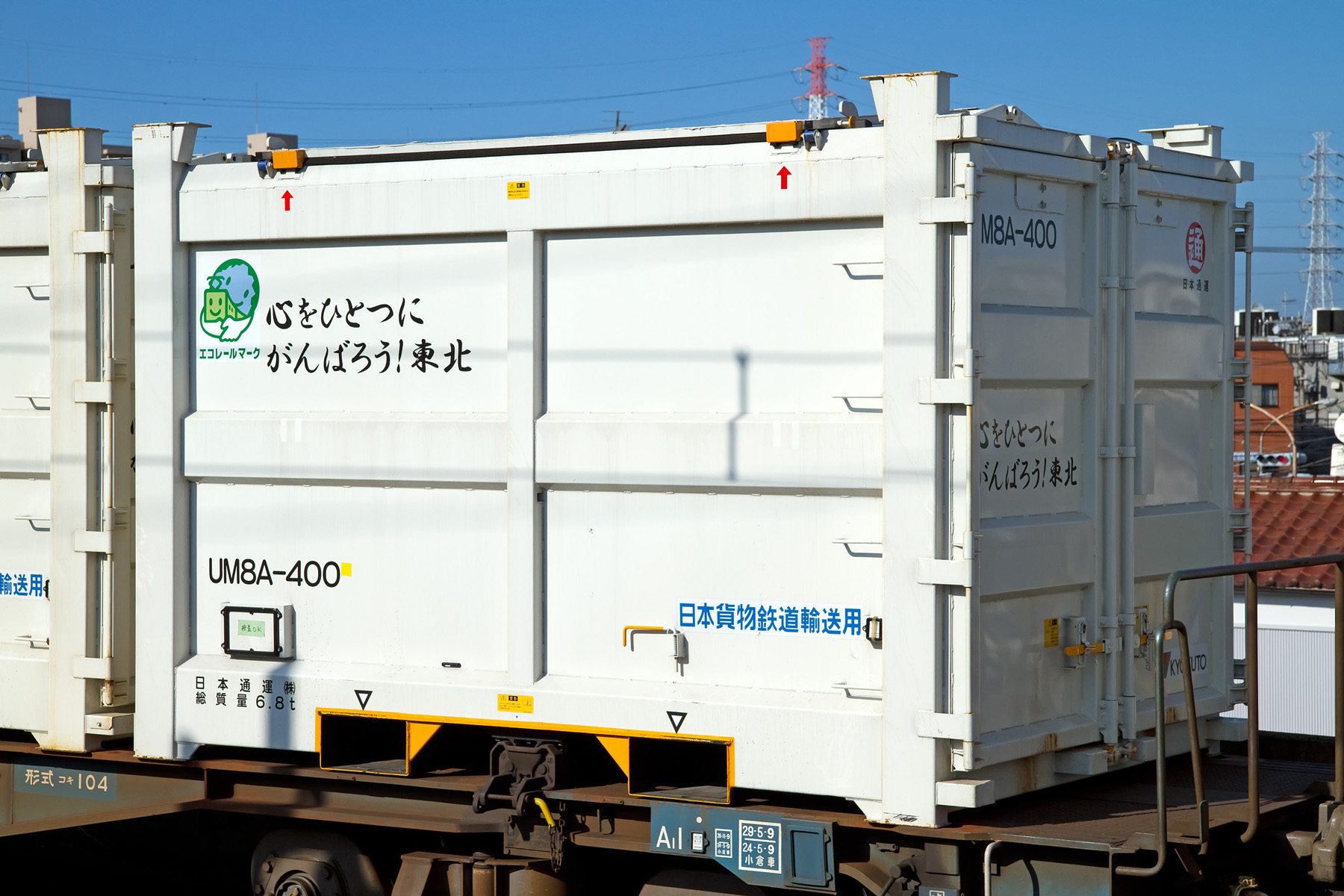
日本通運が所有する軽量系の瓦礫類輸送用、UM8A-400
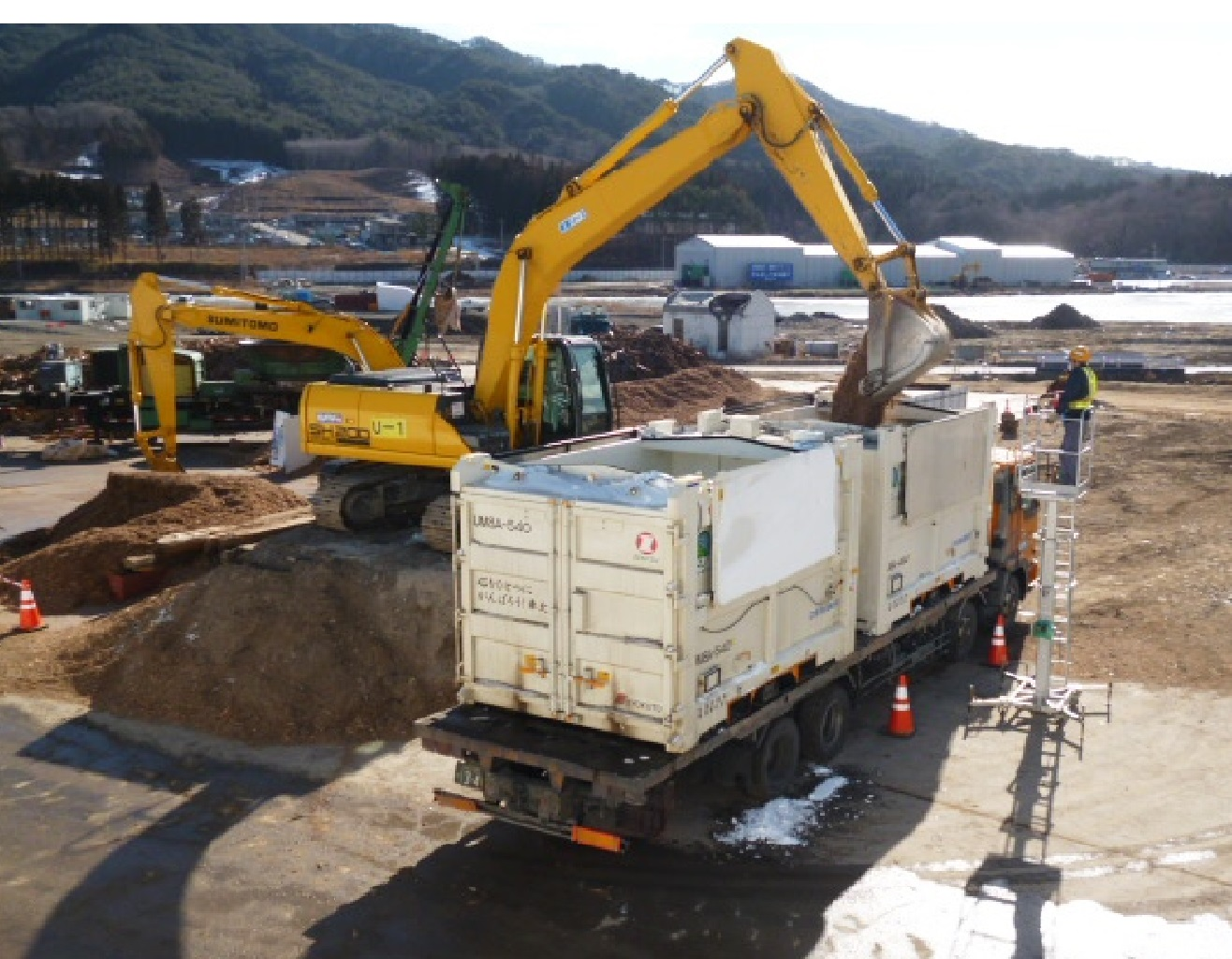
東日本大震災で発生した木片瓦礫を積み込み、受け入れ先の静岡市へ輸送していた風景。
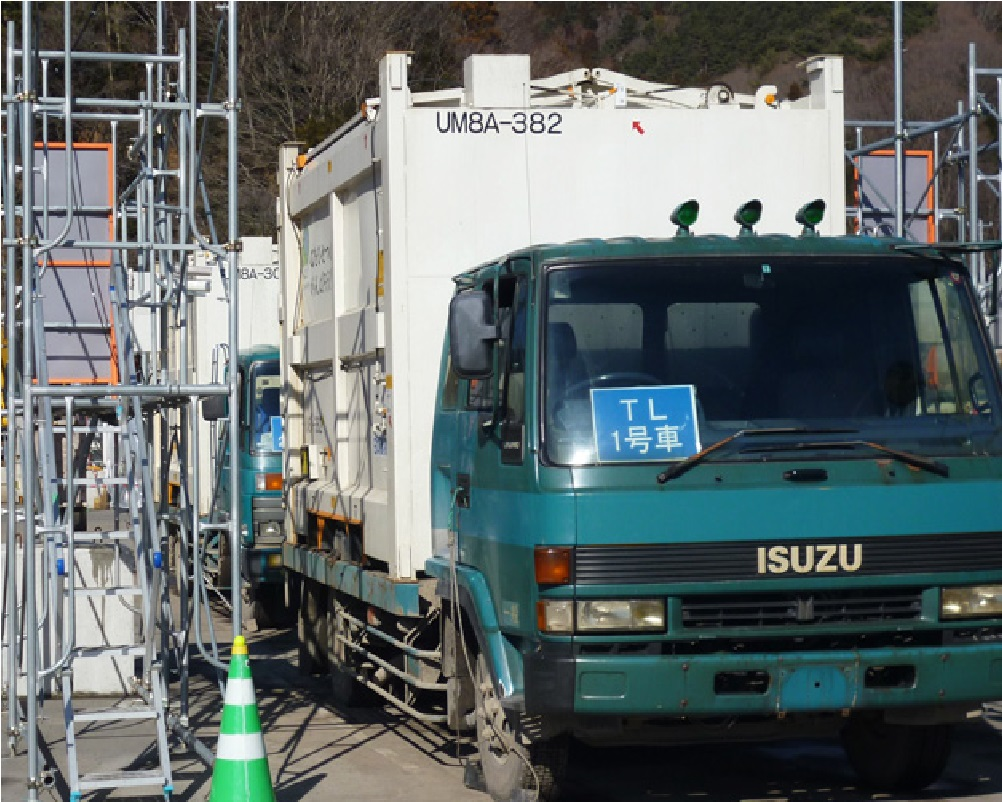
東日本大震災で発生した瓦礫を搬出する時に、ゲートで厳重に放射線量を測定していた風景。
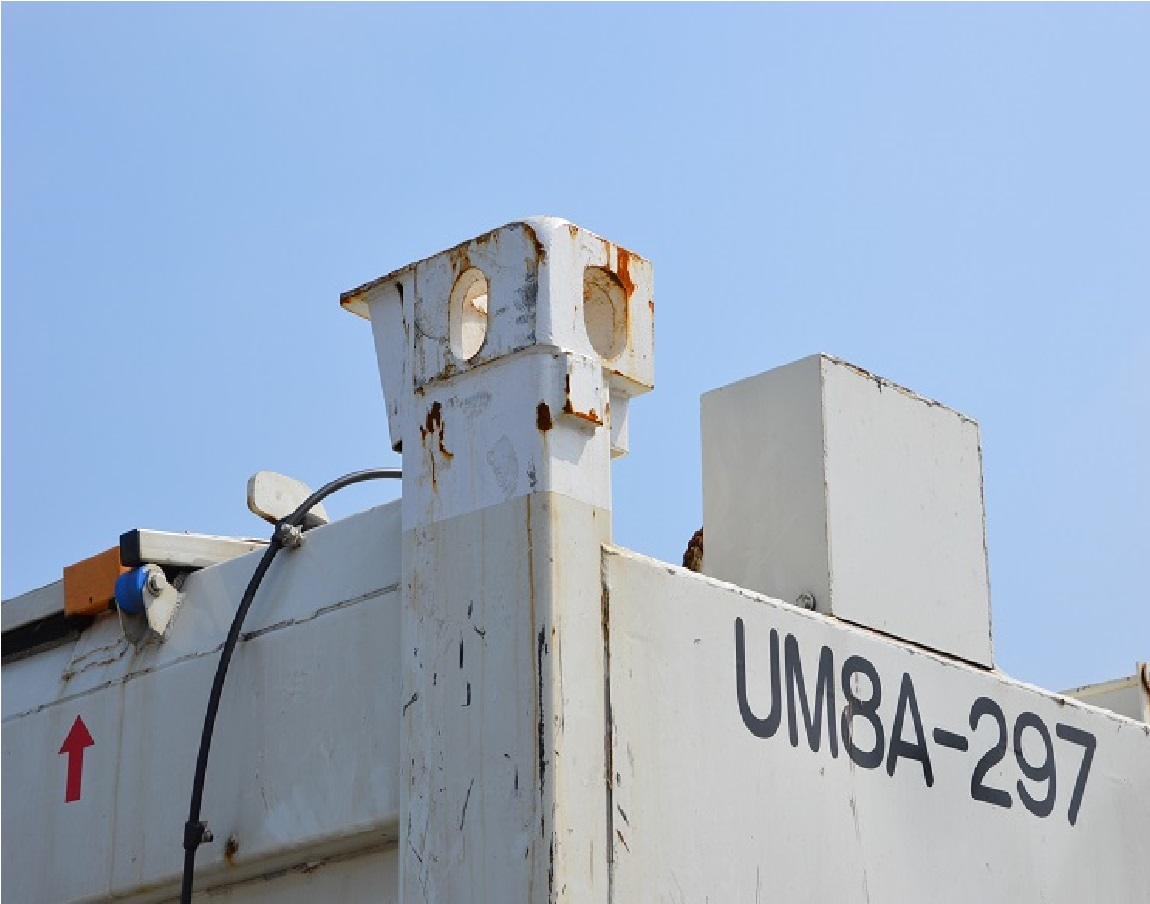
東日本大震災での瓦礫輸送終了後に、余剰となっていたコンテナの一部をクレーン吊り荷役に対応する様に改造して、伊豆大島で発生した豪雨瓦礫の輸送に従事した。

127, 468, 639
日東工業所有、高圧受電設備輸送専用。積載時はコキ50000形式貨車積載禁止。

### 1000番台
1001 - 1015（15個）
川崎市生活環境局（現・川崎市環境局）所有。1995年（平成7年）に極東工業が製造。粗大ゴミ専用コンテナ積載用アダプタ。
※東日本大震災がれき輸送終了後に、川崎市のコンテナによる輸送品目の変更によりすべて廃コンとなった。ちなみに、2021年6月の資料にも記載なし。

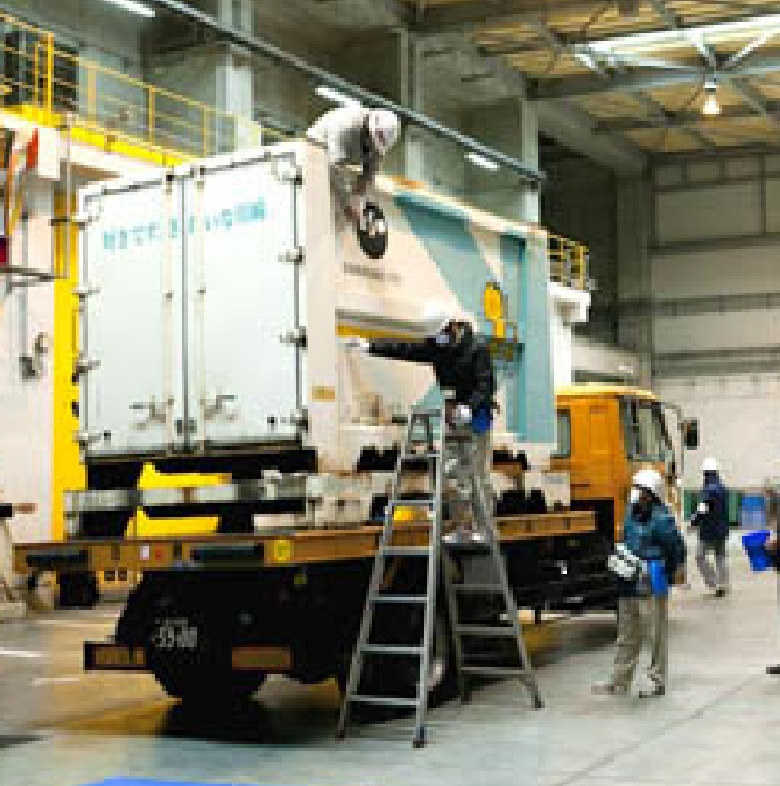
東日本大震災の瓦礫輸送応援で貸し出された静岡県島田市で、試験的に2012.02.16にて実施された岩手県山田町からの、災害廃棄物の処理風景。

1016 - 1020（5個）
川崎市生活環境局（現・川崎市環境局）所有。1996年（平成8年）に極東工業が製造。1001 - 1015のロットと構造的に同じ。
※東日本大震災がれき輸送終了後に、川崎市のコンテナによる輸送品目の変更によりすべて廃コンとなった。ちなみに、2021年6月の資料にも記載なし。

### 9000番台
9001 - 9060（60個）
全国通運所有、川崎市専用。2013年（平成25年）製造。プラスチック製容器包装材用コンテナ。

### 10000番台
10001, 10002
日本環境鉄道輸送所有。産業廃棄物専用試作コンテナ。フックロール式のため、トラックへの荷下ろしの際、フォークリフト不要。